# Kristie Moore
Kristie Moore (Grande Prairie, 22 de abril de 1979) es una deportista canadiense que compitió en curling. Participó en los Juegos Olímpicos de Vancouver 2010, obteniendo una medalla de plata en la prueba femenina.

## Palmarés internacional
| Juegos Olímpicos | Juegos Olímpicos   | Juegos Olímpicos | Juegos Olímpicos |
| Año              | Lugar              | Medalla          | Prueba           |
| ---------------- | ------------------ | ---------------- | ---------------- |
| 2010             | Vancouver (Canadá) | Medalla de plata | Equipo           |